# 악극
악극(樂劇, 독일어: Musikdrama)은 가창 중심의 오페라에 대한 음악사상적인 비판과 반성으로 발생한 음악극의 한 형식이다. 바그너에 의하여 창시되었고(그러나 바그너가 자기 작품을 "뮤직드라마 (Musikdrama)"라 부른 일은 한 번도 없으며, 오히려 이 말에 반발까지 느끼고 있었다), 그의 음악극의 몇 편과 그 양식을 계승한 리하르트 슈트라우스 등의 작품을 총칭하여 악극이라고 부르는 관습이 있게 됐다. 그리고 음악적 특징으로는 이때까지의 오페라에서와 같이 아리아나 중창으로 일단 음악이 끝나는 것을 피하고, 1막을 통하여 음악이 끊임없이 진행되는 일, 오케스트라의 표현 범위가 확대되어 보다 복잡하고 대규모로 되어 있는 일 등을 들 수 있다. 대본의 사상적 내용이 중시되어, 보다 고도의 것이 요구되었다. 그리고 문학적·연극적 요소와 음악적 요소를 더 긴밀하고, 더 고차원에서 결합시키려고 한 것이 악극이다.